# Fortaleza de Pirot
La fortaleza de Pirot (en serbio: Пиротски Град, Pirotski Grad) está situada en Pirot, Serbia. Fue construido en el siglo XIV por el bandolero y gobernante local Momchil.
En 1344, la regencia bizantina concluyó una nueva alianza con Bulgaria, que requirió la rendición de Filipópolis (Plovdiv) y otras nueve ciudades en el norte de Tracia a lo largo del río Evros. Sin embargo, después de su ocupación, el zar Iván Alejandro se abstuvo de actuar directamente contra las fuerzas de Juan VI Cantacuceno que operaban en el sur y el este de Tracia. Al mismo tiempo, Momchil, un ex bandolero a quien Cantacuceno le había confiado el control de la región del Merope en las montañas Ródope, pasó a la regencia. Se suponía que serviría como defensa contra los turcos en la concurrida carretera que conducía desde Belgrado a Constantinopla.
La fortaleza de Pirot fue declarada Patrimonio cultural de Serbia en 1979, y está protegida por la República de Serbia.